# Dionýsios Tsókos
Dionýsios Tsókos, en grec moderne : Διονύσιος Τσόκος (1814/1820-1862), est un peintre grec. Il est l'un des premiers à être reconnu dans la période post-ottomane. Il est surtout connu pour ses portraits et ses scènes historiques qui combinent des éléments de l'École de peinture de l'Heptanèse avec des styles italiens.

## Biographie
Ses parents sont originaires d'Épire. Il prend ses premières leçons de peinture avec Nikólaos Kandoúnis (en), qui vit en exil sur une petite île près de Céphalonie. Kandoúnis ne lui apprend pas seulement à peindre, il lui insuffle également des sentiments nationalistes. 
Ses activités au cours des années suivantes ne sont pas claires, mais en 1844, il se trouve à Venise, où il suit les cours de Ludovico Lipparini, qui lui suggère pour la première fois de se concentrer sur les portraits et la peinture d'histoire. En 1845, il présente sa première exposition publique à l'Académie des beaux-arts de Venise.
Il retourne en Grèce en 1847 et s'installe à Athènes, où il réalise une série de peintures populaires liées à la guerre d'indépendance et aux années qui l'ont immédiatement suivie. De 1850 à 1860, il est chargé de peindre les portraits de nombreuses personnalités, notamment des professeurs de l'université d'Athènes. 
En 1856, il est nommé professeur de dessin et de peinture à l'Arsákeio, une école gérée par la Société des amis de l'éducation (Φιλεκπαιδευτική Εταιρεία). La même année, il organise une grande exposition de ses portraits à l'École des beaux-arts d'Athènes.
Il meurt dans des circonstances mystérieuses en 1862, l'année où le roi Othon Ier est renversé. À l'époque, il travaille sur une commande de portraits de héros de la guerre d'indépendance. Les portraits achevés sont conservés à la Pinacothèque nationale d'Athènes. Les esquisses inachevées font partie de la collection du musée Benaki.

## Galerie

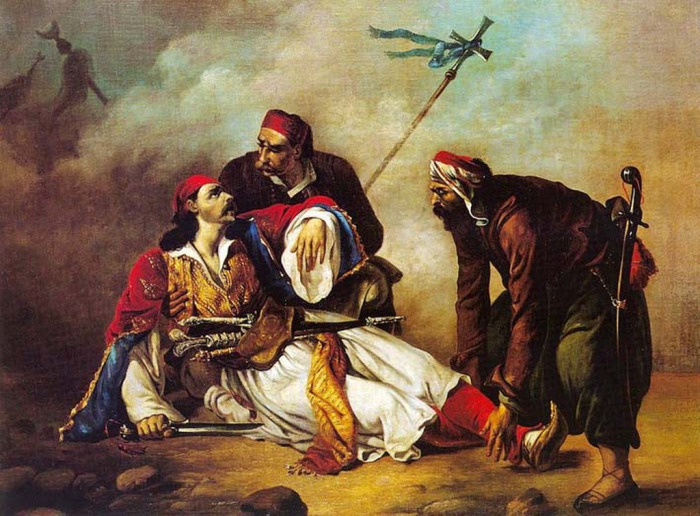
La Mort de Márkos Bótzaris.
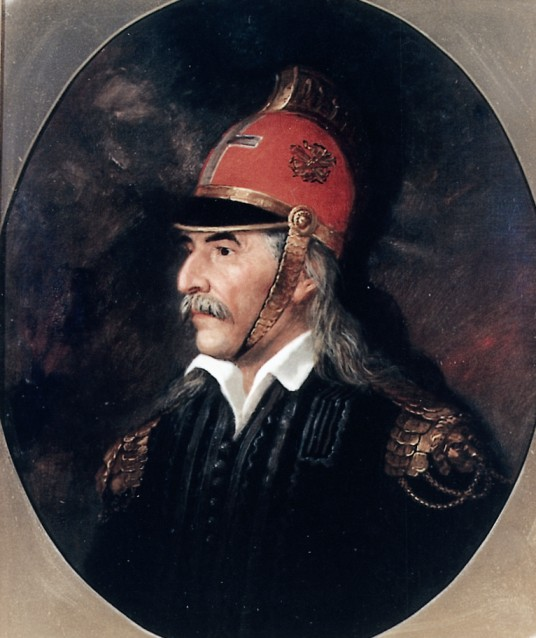
Theódoros Kolokotrónis.
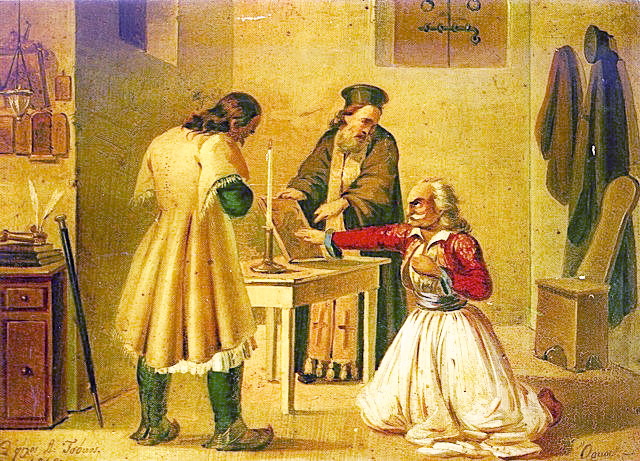
Le Serment.
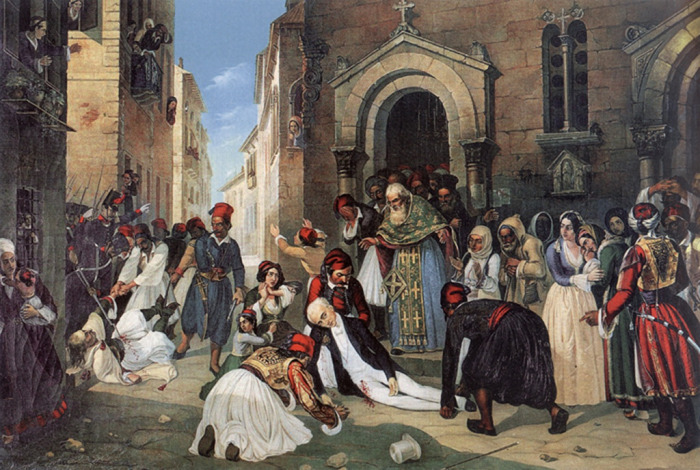
L'Assassinat de Kapodístrias.